# 吉田晩稼
吉田 晩稼（よしだ ばんこう、文政13年10月6日（1830年11月20日） - 明治40年（1907年）4月3日）は、幕末の勤皇の志士、学者。明治時代の書家。初名は寿平、字(あざな)は君敬、号は香竹、好武。

## 生涯
肥前国（現在の長崎県）長崎に於いて吉田市十郎の子として生まれる。高島秋帆に蘭学や兵学を学び、書を春老谷に学ぶ。のちに諸国を遍歴して勤王の説を唱え、越後国蒲原郡大安寺村の豪農坂口津右衛門家に招かれ、約10年間仮寓した。坂口家の塾で子弟の教育にあたり、また秋葉山で秋帆に学んだ花火を上げてみせたという。
戊辰戦争の際、坂口家は会津藩に多額の軍資金を献上していた。新政府方役人を暗殺したことにより指名手配中の藩士伴百悦を匿い、また偽札を製造した罪により津右衛門が逮捕されたことにより、家が没落し晩稼は一時苦境に立たされた。しかし山縣有朋に引き抜かれ、彼の秘書になることができた。山縣の知遇を得たことにより、陸軍大尉や海軍御用掛に任ぜられた。
その後、官を辞して下野し、書道を究めた。長川東洲に学んで一家を形成し、東京で書法を教授した。その書は楷書に秀でており、晩稼流として京橋の国光社により教科書用活字書体として1901年に販売された。詩酒の間に適意筆硯に親しんで余生を過ごした。老齢となってもかくしゃくとしており、その筆は衰えなかった。著名な揮毫として、靖国神社大鳥居前の大石標や陸軍省などの官庁の門標、大阪の四天王寺にある活版印刷の大家本木昌造の銅像記念碑などがある。墓所は青山霊園にある。